# Plethus baliana
Plethus baliana är en nattsländeart som först beskrevs av Georg Ulmer 1951.  Plethus baliana ingår i släktet Plethus och familjen smånattsländor. Inga underarter finns listade i Catalogue of Life.